# Havlíčkův Brod (stacja kolejowa)
Havlíčkův Brod – stacja kolejowa w miejscowości Havlíčkův Brod, w kraju Wysoczyna, w Czechach. Jest ważnym węzłem kolejowym. Znajduje się na wysokości 425 m n.p.m.

## Linie kolejowe
- linia 225: Havlíčkův Brod - Veselí nad Lužnicí
- linia 230: Havlíčkův Brod - Kolín
- linia 237: Havlíčkův Brod - Humpolec
- linia 238: Havlíčkův Brod - Rosice nad Labem
- linia 250: Havlíčkův Brod - Brno - Kúty